# Mike Davis
Mike Davis (Fontana, 10 de març de 1946 - San Diego, 25 d'octubre de 2022) va ser un historiador, escriptor, professor universitari i activista polític estatunidenc. Fou conegut per les seves investigacions sobre el poder i les classes socials al seu lloc d'origen, Califòrnia del sud.

## Vida
Nascut a Fontana, Califòrnia, i criat a El Cajon, Califòrnia, la seva educació va estar formada per les experiències apreses com a carnisser, camioner, i activista al Congrés d'Igualtat Racial i al d'Estudiants per a una Societat Democràtica. Va estudiar un temps al Reed College a meitat de la dècada de 1960, però no va començar la seva carrera acadèmica amb motivació fins a principis de la dècada de 1970, quan va completar els estudis de 1r i 2n cicle d'Història a la Universitat de Califòrnia, Los Angeles; però sense acabar el doctorat.
Davis comenta que un dels fets que el van fer tornar a estudiar després d'estar treballant va ser una vaga violenta: «Estava treballant amb una empresa de busos quan es produí una vaga violenta. Un esquirol va atropellar un dels nostres, i la següent cosa que recordo és que estava en una habitació amb 40 homes, votant si cadascú posava 400 dòlars per a contractar un sicari per a acabar amb el cap dels esquirols. Vaig dir 'Ei nois, això és una bogeria', i vaig fer el millor discurs de la meva vida. Vaig quedar-me sol a la votació. Vaig pensar 'típics treballadors americans', crec que vaig dir 'dones'. En comptes d'arribar a una estratègia política, agafen les seves pistoles tan aviat com veuen a un esquirol conduint el seu autobús. I aquí estic jo, esperant a convertir-me en un nou membre de la Universitat de Califòrnia, i m'arrestaran per a conspiració criminal.»
Al curs 1996-1997 va ser Getty Scholar a l'institut de Recerca Getty, i va rebre un premi de la companyia MacArthur el 1998. Va guanyar el premi literari Lannan de la secció de no-ficció el 2007.

## Carrera
Davis fou un distingit professor al departament d'Escriptura Creativa a la Universitat de Califòrnia, Riverside, i és redactor de New Left Review, organ de la Nova Esquerra. Va impartir teoria urbana a l'Institut d'Arquitectura del Sud de Califòrnia, i a la Universitat Stony Brook, amb anterioritat va treballar al departament d'història de la Universitat de Califòrnia. També col·laborà amb el mensual britànic Socialist Review o Revista Socialista, l'òrgan del Partit Obrer britànic. Com a periodista i assagista, va escriure entre d'altres, per a The Nation i per al britànic New Statesman.
Ell mateix es definia com a socialista internacional i ambientalista marxista. Escriu en la tradició socialista, urbana, regionalista, com ho han fet Lewis Mumford i Garrett Eckbo, als quals cita a Ecologia de la Por. La seva primera obra Presoneres del Somni Americà, va ser una contribució important als estudis sobre història, política econòmica i estatal, i integracionisme revolucionari dels EUA. Mike Davis defensa que la lluita de la població negra als EUA va ser per a la igualtat, una lluita que exposava la contradicció explosiva de la república burgesa dels EUA, i que només el socialisme podria posar en dubte a través d'una revolució socialista. Així mateix, argumentaven Daniel Guérin, Max Shachtman, Richard S. Fraser o James Robertson. També és autor de dues obres de ficció per a joves com Land of The Lost Mammoths (La Terra dels Mamuts Perduts), i Pirates, Bats and Dragons(Pirates, Rat-penats i Dracs).

## Crítiques
Els crítics han elogiat el seu estil i la seva prosa, així com el seu treball sobre la injustícia econòmica, social, ambiental i política. El seu llibre Planet of Slums o Planeta de Barris Misèria, va inspirar un article especial a la revista Mute sobre barris misèria arreu del món. El treball City of Quartz o Ciutat de Quars descriu les tensions que van portar a les manifestacions de Los Angeles del 1992. Jon Wiener ha donat suport al seu treball a The Nation, dient que els seus crítics són oponents polítics que exageren els seus petits errors. Les crítiques negatives es combinen amb l'èxit popular dels seus estudis crítics.